# Neulles
Neulles là một commune of the Charente-Maritime trong vùng Nouvelle-Aquitaine tây nam nước Pháp. Xã này nằm ở khu vực có độ cao trung bình 35 mét trên mực nước biển.

## Lịch sử dân số
| Năm  | Dân số | Mật độ |
| ---- | ------ | ------ |
| 1962 | 164    | -      |
| 1968 | 176    | -      |
| 1975 | 168    | -      |
| 1982 | 170    | -      |
| 1990 | 155    | -      |
| 1999 | 139    | 23/km² |